# Kidneythieves
Kidneythieves – zespół grający rock industrialny, którego liderami są Free Dominguez (wokal) i Bruce Somers (gitara, kompozycje). Dodatkowo w zespole gra Chris Schleyer (gitara), Christian Dorris (bas) oraz Sean Sellers (perkusja).
W 1998 roku wydali pierwszy singel, „S+M”, oraz pierwszy album, Trickster. EP z remiksami pod tytułem Phi In The Sky wydano w 2001 roku, a drugi album, Zerøspace, w 2002 roku. W 2004 roku grupa wydała Trickster jako Trickstereprocess, który zawierał kompletnie zremasterowany materiał z pierwszej płyty oraz 5 dodatkowych utworów wraz z DVD.

## Dyskografia

### Albumy studyjne
- Trickster – 1998
- Zerøspace – 2002
- Trickstereprocess (ponowne wydanie albumu Trickster) – 2004
- TryptOfanatic – 2010
- The Mend – 2016

### EP
- Phi In The Sky – 2001

### Single
- S&M (A Love Song) – 1998

1. „S&M (A Love Song)”
2. „Feathers”

- Zerøspace – 2002

1. „Zerøspace”

### Gry komputerowe
Niektóre albumy z Trickster zostały zamieszczone w grze Deus Ex: Invisible War.

### Filmy
- „Before I'm Dead” – w filmie Queen of Dammned
- „Crazy” – w filmie Narzeczona laleczki Chucky